# Kanton Montbazon
Montbazon is een voormalig kanton van het Franse departement Indre-et-Loire. Het kanton maakte deel uit van het arrondissement Tours. Het werd opgeheven bij decreet van 18 februari 2014 met uitwerking op 22 maart 2015. Alle gemeenten werden opgenomen in het nieuwe kanton Monts.

## Gemeenten
Het kanton Montbazon omvatte de volgende gemeenten:
- Artannes-sur-Indre
- Montbazon (hoofdplaats)
- Monts
- Pont-de-Ruan
- Sorigny
- Veigné
- Villeperdue